# Złota kolekcja: Pan Maleńczuk
Złota kolekcja: Pan Maleńczuk – to kompilacja najbardziej popularnych i znanych piosenek Macieja Maleńczuka. Znajdziemy tutaj zarówno nagrania solowe, jak również utwory Homo Twist i Pudelsów. Dodatkowo do płyty dołączony został krótki film zawierający fragment koncertu Maleńczuka w Opolu z okazji 80-lecia Polskiego Radia.
Album uzyskał status złotej płyty.

## Lista utworów
1. Pan Maleńczuk - Maciej Maleńczuk
2. Ach proszę pani - Maciej Maleńczuk
3. Edek Leszczyk - Maciej Maleńczuk
4. Recydywa i ja - Maciej Maleńczuk
5. Miasto Kraków - Homo Twist
6. Cały ten seks - Homo Twist
7. Populares Uber Alles - Homo Twist
8. Techno i porno - Homo Twist
9. Admire Dau - Homo Twist (akustyczna)
10. Twist Again - Homo Twist
11. Samba Mamba - Pudelsi
12. Szuwary - Pudelsi
13. Nigdy więcej - Pudelsi
14. Dawna dziewczyno - Pudelsi
15. Tango libido - Pudelsi
16. Co robią moje nogi - Voo Voo i Maciej Maleńczuk
17. Oni zaraz przyjdą tu - Homo Twist
18. St. James Infirmary - Maciej Maleńczuk
19. Cicha woda - Zbigniew Kurtycz i Maciej Maleńczuk (video)